# Auel (Steffeln)
Auel ist ein Ortsteil (Ortsbezirk) von Steffeln im Landkreis Vulkaneifel in Rheinland-Pfalz.

## Geographie
Der Ort liegt etwa ein Kilometer östlich von Steffeln am Tieferbach.
Die Nachbarorte von Auel sind im Westen Steffeln selbst, im Nordosten Basberg, im Osten Oberbettingen sowie im Süden Kalenborn-Scheuern.

## Geschichte
Auel wurde erstmals 1222 als Ovele im Prümer Güterverzeichnis urkundlich erwähnt.
Das Dorf wurde 1282 an Gerhard, Herr zu Blankenheim, verkauft. Nachfolgend gehörte es zu Daun und wurde im Jahr 1396 an den Herrn von Casselburg und Gerolstein verpfändet.
Die aus dem 15. Jahrhundert stammende Wallfahrtskirche St. Maria wurde vom damaligen Pfarrer Michael Baur um 1760 auf mehr als die doppelte Größe erweitert, der heutige Westturm wurde später im Jahr 1833 ergänzt.
Das Linke Rheinufer wurde 1794 im ersten Koalitionskrieg von französischen Revolutionstruppen besetzt. Von 1798 bis 1814 gehörte Auel zum Saardepartement. Auf dem Wiener Kongress (1815) kam die Region an das Königreich Preußen, Auel wurde 1816 dem  Regierungsbezirk Trier zugeordnet.
Nach dem Ersten Weltkrieg gehörte das Gebiet zum französischen Teil der Alliierten Rheinlandbesetzung. Nach dem Zweiten Weltkrieg wurde Auel innerhalb der französischen Besatzungszone Teil des damals neu gebildeten Landes Rheinland-Pfalz.
Am 7. November 1970 wurde die bis dahin selbstständige Ortsgemeinde Auel mit zu diesem Zeitpunkt 153 Einwohnern nach Steffeln eingemeindet.
Das früher landwirtschaftlich geprägte Dorf hat sich in den letzten Jahrzehnten zur Wohngemeinde weiterentwickelt. Lediglich ein Vollerwerbslandwirt und zwei Handwerksbetriebe sind vor Ort noch vorhanden.

## Politik
Der Ortsteil Auel ist gemäß Hauptsatzung der einzige Ortsbezirk der Ortsgemeinde Steffeln und umfasst das Gebiet der ehemaligen Gemeinde Auel. Er wird politisch von einem Ortsvorsteher vertreten, während auf die Bildung eines Ortsbeirats verzichtet wurde.
Wilhelm Fuchs wurde am 5. Mai 2021 Ortsvorsteher von Auel. Die Wahl erfolgte durch den Gemeinderat, da für eine am 27. September 2020 geplante Direktwahl kein Wahlvorschlag eingereicht wurde. Der Vorgänger von Fuchs, Lothar Arens, hatte das Amt zum 30. Juni 2020 niedergelegt. Bei der Direktwahl am 26. Mai 2019 war er noch mit einem Stimmenanteil von 97,47 % als Ortsvorsteher bestätigt worden.

## Kultur und Sehenswürdigkeiten

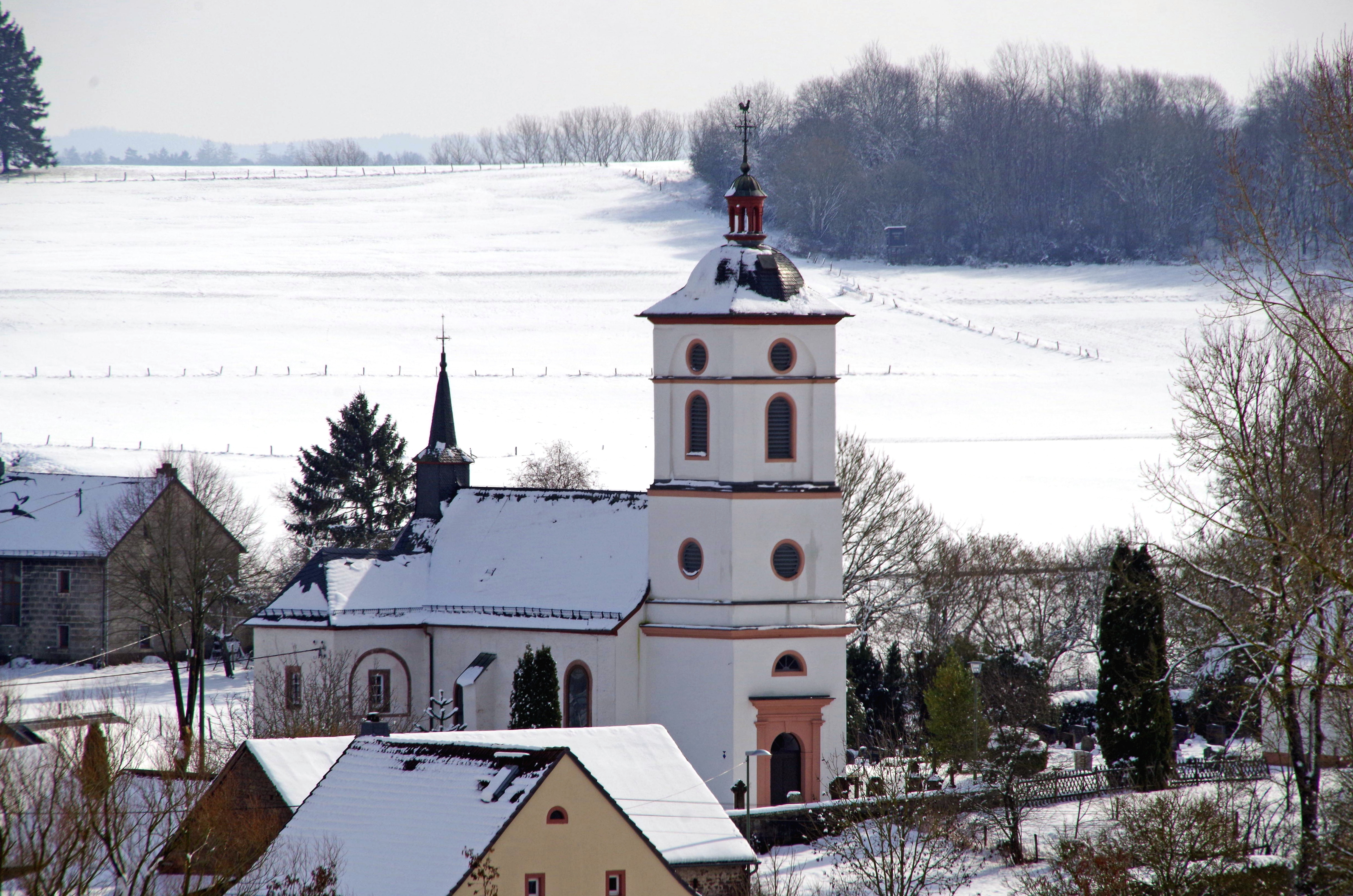
St. Maria

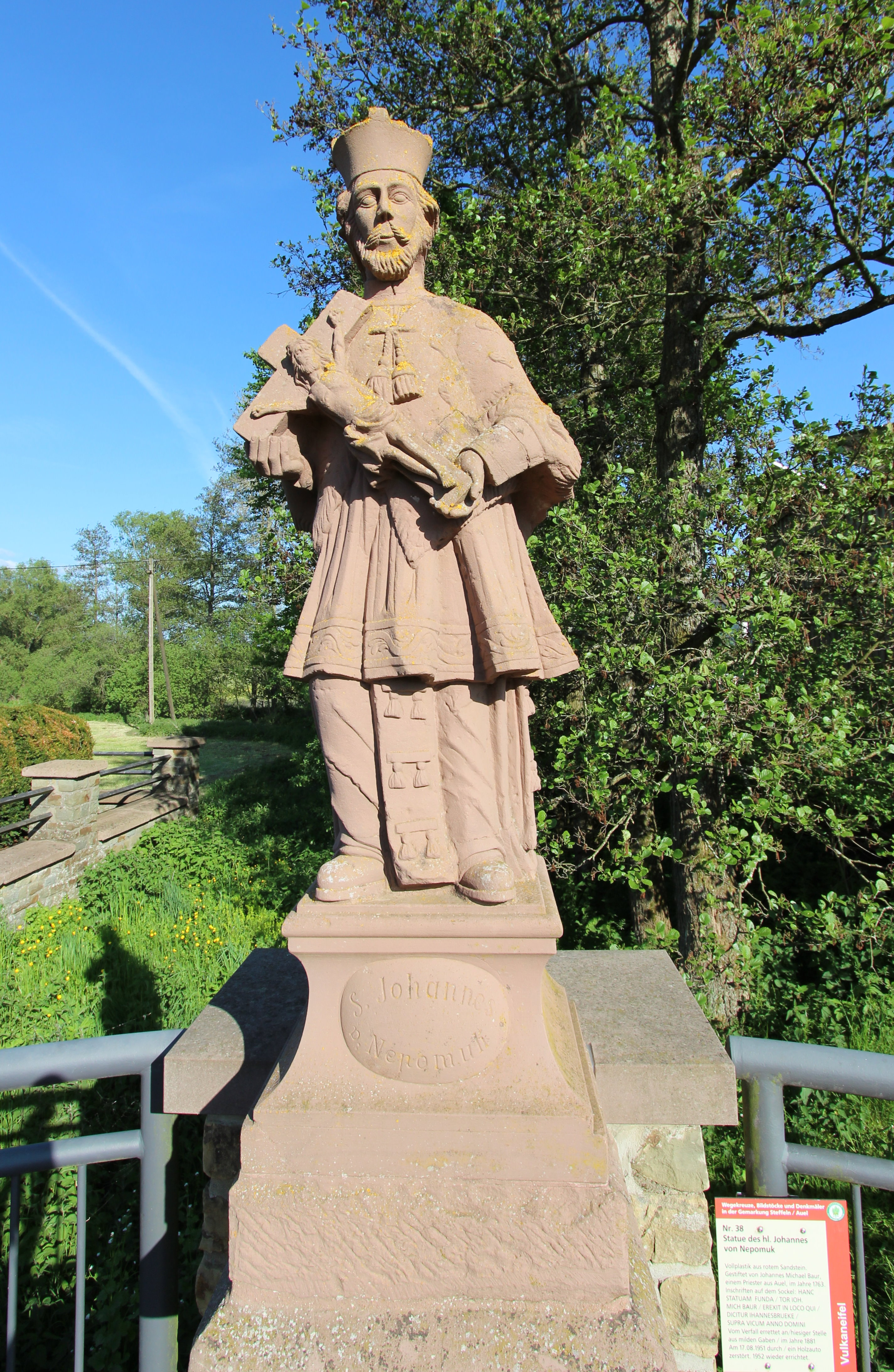
Nepomuk-Statue

In der Denkmalliste des Landes Rheinland-Pfalz (Stand: 2020) sind folgende Kulturdenkmäler genannt:
- Katholische Filialkirche St. Maria, Saalbau (um 1760 mit älteren Teilen), Westturm von 1833, sowie der Kirchhof, An der Kirch 1A
- Nepomuk-Statue auf der Brücke über den Tieferbach, bezeichnet 1763 und 1881, Hauptstraße
- Wegekreuze aus dem 18. und 19. Jahrhundert im Ort (vier) und in der Gemarkung (eins)

## Wirtschaft und Infrastruktur
Auel liegt an der Kreisstraße 51, die als Hauptstraße den Ort in Nord-Süd-Richtung durchzieht. Im Norden des Ortes bildet sie eine Kreuzung mit der nach Westen führenden K 52 und der nach Osten verlaufenden K 50.

## Persönlichkeiten
- Johann Michael Baur (1707–1779), ehemaliger Oberst und später Pfarrer in Auel, finanzierte den umfangreichen Ausbau der Kirche St. Maria und stiftete die Nepomuk-Statue.[2][11]